# Ib (Fluss)
Der Ib ist ein linker Nebenfluss der Mahanadi in den indischen Bundesstaaten Chhattisgarh und Odisha.
Der Fluss entspringt nahe der Ortschaft Pandraput im Distrikt Jashpur im Nordosten von Chhattisgarh. Der Ib fließt in überwiegend südlicher Richtung. Er passiert den Gullu-Wasserfall. Bei der Einmündung des Maini wird der Fluss vom Thethetangar-Damm aufgestaut. Über einen Bewässerungskanal wird Flusswasser abgezweigt. Der Ib setzt seinen Kurs nach Süden fort. Er fließt an der Stadt Sundargarh vorbei. Der Bheden mündet linksseitig in den Fluss. Schließlich mündet er 8 km westlich der Stadt Jharsuguda in den Stausee der Hirakud-Talsperre. 
Der Ib hat eine Länge von 252 km. Er entwässert ein Areal von 12.447 km².
Der Bahnhof Ib liegt in der Nähe.